# Nobody Excluded
Nobody Excluded è il terzo album degli Exilia.

## Tracce
1. Kill Me
2. Nobody
3. Destroy My Eyes
4. No Colours
5. Your Rain
6. Get Sick
7. Speed of Light
8. Fly High Butterfly
9. My Prophecy
10. In a Coma
11. Cruel
12. Justify Yourself
13. Little Girl in a World
14. Nowhere